# Okoljska politika
Okoljska politika, tudi politika do okolja, označuje v obliki javnega dokumenta sprejeto zavestno odločitev države, organizacije ali podjetja, da bo sledilo zakonom, uredbam in drugim (tudi mednarodnim) priporočilom glede okoljskih vprašanj in trajnosti oz. trajnostne naravnanosti, s čimer bo pripomoglo k čistejšemu in širši družbi prijetnejšemu okolju; podjetja hkrati s tem zaradi načrtovanja in optimiranja možnosti postanejo konkrenčnejša. Področje zajema ukrepe zoper onesnaževanje zraka in vode, ravnanje z odpadki, predpise o strupenih snoveh (pesticidi, pomožne snovi in izdelki v industriji), ohranjanje biološke raznovrstnosti, upravljanje z ekosistemi, učinkovito rabo energije, varovanje naravnih virov, narave nasploh in ogroženih vrst. Okoljska poltika vzpostavlja temelje za nadzor vseh dejavnosti v državi, organizaciji ali podjetju, s tem pa preprečuje prekomerno izrabo naravnih virov in druge škodljive vplive na okolje ter zagotavlja, da obstoječi vplivi na okolje niso nevarni za človeka.

## Definicija
Izraz okoljska politika sestoji iz dveh pojmov: naravno okolje in politika. Okolje se nanaša na fizični ekosistem v prvinski obliki (narava) ter družbeni (kakovost življenja, zdravje) in ekonomski razsežnosti (gospodarjenje z viri, biološka raznovrstnost). Beseda politika v danem izrazu etimološko izhaja iz iste osnove kot termin [zavarovalniška] polica – gre torej za dokument, ki določa "načela in postopke ukrepov, ki jih sprejme ali predlaga vlada, stranka, podjetje ali posameznik". Okoljska politika se tako osredinja na težave zaradi negativnega vpliva človeštva na okolje (onesnaženost, nezdravo življenjsko okolje, hrup, izumiranje živalskih in rastlinskih vrst). 
Namen okoljske politike je predvsem zmanjšanje onesnažnosti zraka in vode, skrbno ravnanje z odpadki, upravljanje z ekosistemom, varstvo biološke raznovrstnosti in naravnih virov, divjine in ogroženih vrst ter ohranjanje vseh naštetith naravnih vrednot za prihodnje rodove. Okoljska politika je tesno povezana z obveščanjem o okoljskih vprašanjih in njih reševanjem.
Čeprav sta sorodni, je treba ločevati okoljsko politiko na ravni države, ki jo sprejme vlada, od okoljske politike v gospodarstvu, ki jo sprejme vodstvo podjetja, pri tem pa se ravna po državnih zakonih in mednarodnih standardih. Podjetje, ki je sposobno uveljaviti lastno okoljsko politko, presega državne zahteve in to izkorišča za promocijo kakovosti svojih izdelkov. Zato je okoljska politika podjetja javna, spiše jo vodstvo ter o njej ali o njenih spremembah redno obvešča vse zaposlene.

## Temeljna načela
Tržna naravnanost dolgoročno lahko povzroči močno negativne vplive na okolje, zaradi vpetosti gospodarstva v sistem pa takšne dejavnosti težko nadzoruje in še manj omeji posameznik. Gre za napako trga (t. i. »free rider problem« in tragedija skupnega), ki jo mora odpraviti vodstvo podjetja ali na državni ravni uravnati vlada oz. mednarodna organizacija. Čeprav negativni vpliv na okolje predstavljajo tudi potratna raba surovin in energije ter neprodani končni izdelki, največkrat govorimo o eksternalijah, torej učinkih, ki niso primarni namen podjetja. Primer eksternalije je tovarna, ki pri proizvodnji nekega izdelka onesnažuje vodo z izpustom odpadnih voda v bližnjo reko. Ceno takšnega početja – sanacijo reke za oživitev življenja v njej ali ureditev vodnega zajetja v bližini – plačajo davkoplačevalci (družba), torej so ti stroški s stališča podjetja zunanji. »Free rider problem« nastane, ko so zasebni mejni stroški ukrepov za zaščito okolja večji kot zasebna mejna korist, družbeni mejni stroški pa so manjši kot družbena mejna korist. Tragedija skupnega nastopi, ker revnim za ohranitev dostojnega zaslužka ne preostane drugega kot izkoriščanje neolastninjenih občih virov; brez vladnih ukrepov pa takšno ravnanje privede do prekomerne izrabe (npr. prekomerno ribištvo in pašništvo).

## Uredbe, težave in vprašanja
Uredbe o okoljski politiki so orodje, s katerim vlade dosežejo izvajanje okoljske politike. Vlada okoljske ukrepe spodbuja s sprejemanjem različnih uredb, predvsem subvencijami in  tržnimi spodbudami, kot so davki ali oprostitev od davka, dovoljenje za trgovanje in raznovrstne takse.
Prostovoljni pristop, npr. dvostranski dogovori med vlado in zasebnim podjetjem ali samostojna odločitev podjetij za okoljsko politiko, le-to še utrdi. Poleg tega vlada spodbuja tudi splošno okoljsko ozaveščenost ter zelene naložbe za potrošnike.
Uredbe se pogosto dopolnjujejo in povezujejo, tako da zaobsežejo določen okoljski problem. Zaradi različnega vrednotenja okoljskih vprašanj je večkrat potrebno več uredb, da se ustrezno zadovolji vse vključene strani. Takšne rešitve, ki vključujejo tudi zainteresirano skupnost in podjetje samo, so lahko učinkovitejše in hitrejše, podjetje se jim laže in zanesljiveje prilagodi, vendar morajo upoštevati specifike vsakega posameznega primera in premišljeno napisani, da ne dopuščajo dvoumnosti in zlorab, hkrati pa ne uvajajo nasprotujočega si, nepreglednega, togega in predragega zakonskega okvira. Izkazalo se je, da podvajanje oz. prekrivanje pristojnosti več uredb vodi v nepotrebne administrativne stroške. Pri doseganju ciljev okoljske politike je državam v pomoč OECD, katerega Direktorat za okolje proučuje in zbira podatke o učinkovitostosti vladnih ukrepov na ciljno druge politike. Njihova spletna stran www.economicinstruments.com   služi kot dopolnilna baza podatkov o izkušnjah posameznih držav pri izvrševanju ukrepov okoljske politike.
Sedanje zanašanje, da bo trg prej ali slej zavrgel potratne in okolju neprijazne postopke in podjetja, ki jih uporabljajo v proizvodnji, je sporno in mnogi uveljavljeni okoljevarstveniki trdijo, da so sprejete uredbe preozke: zahtevajo korenitejše ukrepe, neodvisne od dikatta gospodarstva, ki bodo povezano in jasno odpravljali vzroke podnebnih sprememb. Večja energijska učinkovitost je lahko spodbuda nadaljnjemu (tudi tržnemu) razvoju, saj se predvideva povečano povpraševanje po varčnih avtomobilih. O tem je v zadnjem času več idej in predlogov: (Aubrey Meyer: framework based market, contraction and convergence, Cap and Share,  Sky Trust).
Environmental Impact Assessments (EIA) so ocene, ki jih pogosto pripravijo, da bi preverili in primerjali vplive alternativnih okoljskih uredb. Splošno mnenje je, da politiki sprejemajo odločitve v zvezi z okoljsko politiko premišljeno, na podlagi znanstvenih poročil in izkazanih pozitivnih učinkih okoljskih ukrepov, a Eccleston in March poročata, da kljub dostopnim natančnim podatkom politični in gospodarskih pritiski pogosto privedejo do dolgoročno slabih odločitev (v Sloveniji naj bi se tako obetala kriza bioplinarstva, glej Dnevnik 16. 11. 2013, str. 4). Nerazumne odločitve so posledica nezavednih nagnenj, nelogičnih predpostavk in želje po odpravi dvoumnosti in negotovosti, vse bolj pa se kaže tudi zavestno zanemarjanje zaradi osebnih premoženjskih ali političnih koristi.
Eccleston je opisal 5 najbolj kritičnih točk okoljske politike za človeštvo: pomanjkanje vode, pomanjkanje hrane, podnebne spremembe, Peak Oil in prebivalstveni paradoks.

## Zgodovina
Za začetek sodobne okoljske politike veljajo šestdeseta leta 20. stoletja. Val sprememb je sprožila knjiga Nema pomlad, objavljena leta 1962. V knjigi avtorica Rachel Carson razkriva, da so pesticidi in druge kemikalije strupene tudi za človeka. Čeprav je bila knjiga  New York Timesova uspešnica, pa je bila večina Američanov še vedno precej nedovzetna do okoljskih zadev. Po velikem opustošenje zaradi razlitja nafte v Santa Barbari (Kalifornija) 1969, pa je Gaylord Nelson, tedaj senator v Wisconsinu, ki si je nesrečo osebno ogledal, dal pobudo za dan zemlje. Julija 1970 je predsednik ZDA Nixon podpisal Reorganization Plan No. 3, s čimer naj bi istega meseca ustanovili Agencijo za okoljsko politiko (EPA – Environmental Policy Agency). Kot dan ustanovitve agencije se običajno navaja 2. december 1970, ko je senat potrdil Ruckelshausa za administratorja. Ustanovitev agencije v ZDA je spodbudila tudi prizadevanje drugih pri oblikovanju lastnik okoljskih politik. V tem obdobju so z zakoni začeli določati količine polutantov, ki smejo biti izpuščeni v zrak in vodo ter odlaganje odpadkov. Nixon je 1970 podpisal Clean Air Act, zaradi česar ZDA poudarjajo svojo vodilno vlogo pri varstvu okolja. 
V Evropski uniji so prve okoljevarstvene akte (Environmental Action Programme) sprejeni nacionalni predstavniki vlad  na prvem sestanku sveta okoljskih ministrov julija 1973. Odtlej so uveljavili obsežen sistem zakonov, ki pokrivajo vsa področja varstva okolja, vključno z nadzorom onesnaženosti zraka, varstvom voda in ravnanjem z odpadki, pa tudi ohranjanjem narave, nadzorom kemikalij ter omejitvijo biotehnoloških in industrijskih tveganj. Okoljska politika je tako postala jedrno področje delovanja EU.
Danes se tudi organizacije in podjetja, ne le države, vse bolj zavedajo okoljskih tveganj in performance requirements, zato skladno s standardom ISO 14001 razvijajo lastno okoljsko politiko. To je izjava o okoljski naravnanosti in ciljih organizacije, s katero se zavežejo k stalnim izboljšavam ter upoštevanju zakonov in drugih priporočil.

## Študij okoljske politike
Zaradi vse večje potrebe po izvedencih iz okoljske politike visoke šole po vsem svetu razpisujejo študij okoljske politike. Standardni učni načrt za omenjene programe ni predpisan, študentje najpogosteje izbirajo med predmeti: policy analysis, okoljske znanosti, okoljsko pravo in politika, ekologija, energetika in upravljanje z naravnimi viri. Diplomanti se navadno zaposlijo v vladnih službah, mednarodnih organizacijah, pri zasebnikih, ekipah možganskih trustov, na univerzah in drugod.
Zaradi pomanjkanja standardne nomenklature in različnih šolskih sistemov so nazivi za dokončani študij okoljske politike zelo raznoliki. V angleščini jih navadno poenotijo na naslednje štiri: Master of Arts in Environmental Policy, Master of Science in Environmental Policy, Master of Public Administration in Environmental Policy ali PhD in Environmental Policy. Naziv je lahko tudi daljši in podrobnejši, da izrazi specifično vidik programa. Tako Monterey Institute of International Studies rabi Master of Arts in International Environmental Policy (MAIEP), da bi poudaril mednarodno usmerjenost študija.